# Megasema insulata
Megasema insulata là một loài bướm đêm trong họ Noctuidae.